# Juan de Gante
Juan de Gante, anche noto come Giovanni de Gantes, Giovanni de Ganges o Giovanni IV (Navarrete, 1540 circa – Gaeta, 24 settembre 1605), è stato un vescovo cattolico spagnolo.

## Biografia
Juan de Gante nacque intorno al 1540 a Navarrete, in Spagna, terzogenito di Juan Bazán de Gante, dottore, e María del Campo. Suo nonno paterno Martín era figlio illegittimo di Martín de Gante, segretario del Duca di Nájera.
Essendosi resa vacante la sede episcopale di Gaeta, il 16 marzo 1596 Filippo III vi propose il Juan de Gante. La nomina papale arrivò tuttavia solo il 25 maggio 1598. Nel frattempo, ai primi di novembre del 1597, il presule si era imbarcato per la Sicilia per poi dirigersi verso Gaeta. Durante il viaggio fece la conoscenza del trinitario Giovanni Battista della Concezione, poi santo.
Lo stesso passò poi due mesi nel convento degli agostiniani scalzi del Borgo di Gaeta intorno tra il maggio e il luglio del 1599, al fine di trovare la forza di volontà di vincere la resistenza di coloro che combattevano la sua riforma dell'Ordine. La riforma fu poi approvata da Clemente VIII nello stesso anno, con Breve Ad militantes Ecclesiae, rendendo Giovanni Battista della Concezione il secondo fondatore dell'Ordine.

## I rapporti con il Comune di Gaeta

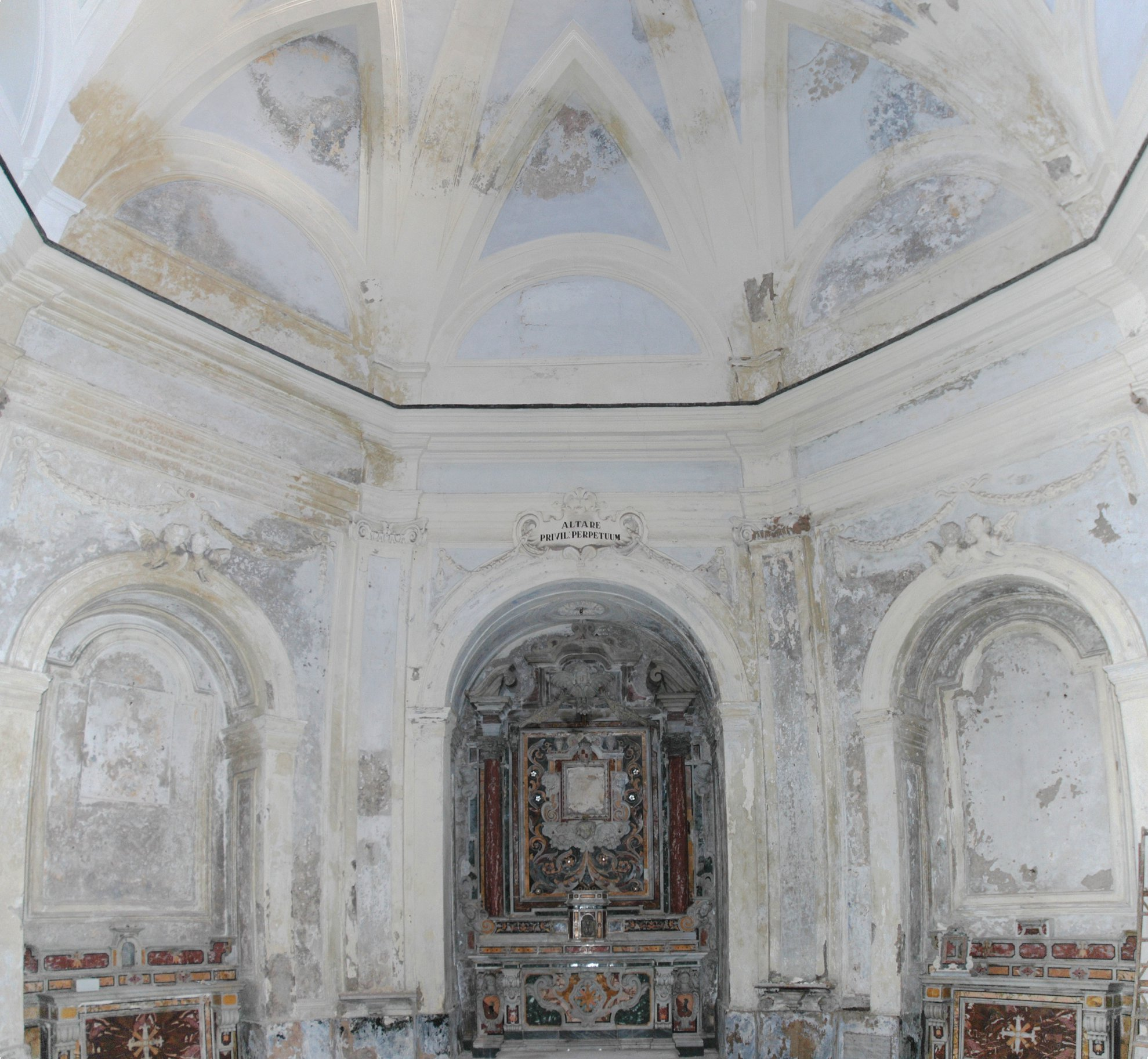
La chiesa di Santa Maria della Sorresca a Gaeta. Il rettore o sagrestano e i sei cappellani erano nominati e stipendiati dall'università

### Anni 1600 e 1601
Dopo circa un anno e mezzo dall'inizio del mandato sorse il primo di una lunga serie di contrasti con l'Università o Comune di Gaeta. Nel gennaio del 1600 il vescovo Giovanni chiese ai procuratori della Cappella di Sant'Erasmo e dell'Istituto della Santissima Annunziata di consegnargli i libri contabili per poterli controllare. Al rifiuto opposto dai procuratori e dai giudici della città reagì scomunicandoli tutti. L'università inviò quindi propri rappresentanti a Roma e a Napoli per far valere le ragioni della città e per far rimuovere la scomunica. Avendo appreso che anche il vescovo stava per scrivere a Roma, si fecero promettere che non lo avrebbe fatto prima di quindici giorni, così da potersi organizzare, e che avrebbe consegnato loro una copia della lettera scritta di suo pugno. Concluso questo scambio di cortesie, mons. De Gante scrisse alla Sacra Congregazione del Clero. Per appellarsi al papa l'università aveva invece bisogno del permesso del viceré. Nel mentre, il vescovo tornò ad intromettersi in questioni religiose che non erano di sua competenza, pretendendo stavolta di imporre la sua volontà nella nomina del sagrestano della Sorresca, anch'essa di patronato comunale. I procuratori della stessa si rifiutarono e furono scomunicati per due mesi.
Nel luglio del 1601 arrivò finalmente la risposta della Sacra Congregazione, che diede ragione a De Gante riguardo alle chiese o ai luoghi pii il cui atto di fondazione non li esentasse totalmente dalla giurisdizione vescovile, permettendo che le visitasse, et pigliasse contatto. I giudici chiesero dunque al vescovo due mesi per decidere il da farsi, ma egli ne concesse ben tre e mezzo con scadenza il 31 ottobre. Forte della sentenza della Sacra Congregazione e desideroso solo di pace e quiete per tutti, il 27 ottobre seguendo la sua retta coscientia scrisse una lettera all'università contenente quattro capitoli che entrambe le parti dovevano rispettare. Seppur riconoscendo l'antica consuetudine della cappella di Sant'Erasmo di essere amministrata da procuratori laici, al vescovo e ai suoi successori era riconosciuto il diritto non solo di visitarla, ma anche di dare ordini ai procuratori. L'unico diritto concesso all'università era quello di contestare un ordine e non poter essere scomunicata per i successivi 20 giorni. Le condizioni imposte da Giovanni IV non furono gradite dall'università, che per difendersi si avvalse oltre che del suo avvocato anche di ben quattro o sei dottori in Napoli.

### Anni 1602 e 1603
Non soddisfatto, nell'agosto del 1602 Juan de Gante rivolse nuovamente le sue attenzioni allo Stabilimento dell'Annunziata avanzando le seguenti pretese:
- nominare i preti che vi officiavano le messe;
- dare ordini a preti e chierici dell'istituto;
- chiamare a qualsiasi processione volesse il sagrestano (tradizionalmente esentato da tutte fuorché quelle di Sant'Erasmo e del Corpus Domini);
- convocare il sagrestano e i preti in Cattedrale per le quarantore;
- proibire all'Annunziata la celebrazione della solennità della Dedicazione della Cattedrale.

I procuratori si rivolsero all'università, che accettò di difenderne gli interessi incaricando il dottor Paolo Gattola, che si trovava in Roma, sia di questa che di un'altra questione riguardante il monastero di patronato comunale di Santa Caterina. De Gante aveva infatti richiesto ai procuratori e alla badessa di Santa Caterina di inviargli i libri contabili, e ricevendo un rifiuto il vicario del vescovo don Pompeo Montano li aveva minacciati di scomunica. Le trattative del Gattola non andarono a buon fine e furono affidate all'avvocato della città.
I rapporti peggiorarono ulteriormente nel giugno del 1603 durante la processione del Corpus Domini. Il vicario Montano si rifiutava di far partire la processione se prima i portatori delle aste del pallio del Santissimo Sacramento (il governatore, il capitano di guerra – assente perché indisposto, e i quattro giudici) non avessero lasciato le spade che alcuni di essi per tradizionale privilegio portavano. Nessuno obbedì e il vicario, spazientito, li minacciò di scomunica. Adirato più che mai, don Pompeo Montano perse la calma e cercò di togliere con la forza l'asta a una delle autorità, senza riuscirvi. Ordinò dunque che il Santissimo fosse portato senza pallio, e giunti davanti al vescovado (l'odierno Palazzo De Vio) informò il vescovo dell'accaduto. Mons. De Gantes cominciò a bravare à minacciare contro tutti i giudici trattandoli tanto malamente che disse che essi Giudici erano ribelli et altre parole di peso e si rifiutò di impartire la benedizione al popolo, tra lo sgomento dei cittadini e dei forestieri accorsi alla festa. Il presule scrisse poi una lettera al viceré Pimentel de Herrera informandolo a modo suo dell'increscioso incidente. Appreso di questa lettera, per cautelarsi l'università mandò ancora una volta dei legati a Napoli con lo scopo di dimandare rimedio et darcene particulare et distinta notitia di tutti li aggravij fattoci da Monsignor Vescovo per tutto il passato tanto al pubblico como alli privati et di tutto il suo governo. Si chiedeva anche un nuovo vicario da Roma al posto di don Pompeo Montano il quale si dimostra così odioso alla Città et etiam alle cose di Sua Maestà di cui esso magna il pane.
Tutti i tentativi del vescovo di ottenere l'amministrazione delle chiese di patronato comunale fallirono per la combattiva opposizione dell'università. L'unica cosa che gli riuscì di ottenere fu la recita della messa nella cappella di Sant'Erasmo per la festa patronale del due giugno, grazie a un Breve di Clemente VIII del 2 maggio 1603.

## Morte
Il 27 luglio 1604 fu promosso alla guida della diocesi di Mazara del Vallo. Tuttavia non ne prenderà mai possesso, in quanto il 24 settembre 1605 morì a Gaeta in concetto di gran limosiniere. Si ignora il luogo della sua sepoltura.